# Anticoma tenuicaudatoides
Anticoma tenuicaudatoides is een rondwormensoort uit de familie van de Anticomidae.